# Kate Smith
Kathryn Elizabeth Smith (Greenville, 1 de maio de 1907 — Raleigh, 17 de junho de 1986), conhecida como Kate Smith ou Primeira Dama da Rádio, foi uma cantora norte-americano. Foi interprete da canção "God Bless America", de Irving Berlin.